# Walter Koechner
Walter Koechner (* 7. Februar 1937 in Stuttgart) ist ein US-amerikanischer Elektroingenieur, der sich mit Festkörperlasern und Anwendungen von Lasern befasst und Autor mehrerer Standardwerke über Festkörperlaser ist.
Koechner erwarb sein Diplom als Elektroingenieur an der TH Stuttgart und wurde 1965 an der TU Wien in Elektrotechnik promoviert (Untersuchung der Verstärkungsmöglichkeit von Millimeterwellen in Halbleiterplasmen). Er war in Wien Forschungsassistent am Institut für Hochfrequenztechnik. 1965 ging er in die USA. 1967 bis 1969 war er bei Hughes Aircraft und danach in der Laserentwicklung bei Union Carbide. Ende der 1960er Jahre forschte er für die US Army.
Er ist Gründer der Firma Fibertek in Herndon (Virginia), die sich mit der Entwicklung von Festkörperlasern und Lasertechnologie für Fernerkundung und optisches Radar befasst. Außerdem forschte er dort in den 1980er Jahren zum Beispiel an Simulationen der thermischen Strahlung von Kernwaffenexplosionen mit Blitzröhre und richtungssensitiven Detektoren für Gamma- und Neutronenstrahlung aus Kernwaffenexplosionen in Fernerkundung.
Er ist seit 1964 Mitglied des IEEE.

## Schriften
- Solid State Laser Engineering. 6. Auflage, Springer, 2006 (zuerst 1976), ISBN 1-4419-2117-6.
- mit Michael Bass: Solid State Lasers: a graduate text. Springer, 2003.
- High energy diode pumped solid state lasers. In: The Review of Laser Engineering. Band 19, 1991, Nr. 7, S. 619–626.
- Optical Ranging System Employing a High Power Injection Laser Diode. In: IEEE Transactions on Aerospace and Electronic Systems. vol. AES-4, issue 1, 1968, S. 81–91, doi:10.1109/TAES.1968.5408936.
- mit Kurt R. Richter: Electrical analogy of transient heat flow in laser rods. In: Applied Physics-Band 3, 1975, S. 205–212, doi:10.1007/BF00884498.
- YAG challenges Carbon Dioxide in High C-W-Power. In: Laser Focus. Band 5, September 1969, ISSN 0023-8589, S. 29–34.